# Alchemilla nafarroana
Alchemilla nafarroana é uma espécie de rosácea do gênero Alchemilla, pertencente à família Rosaceae.